# No More Dream
No More Dream è il brano musicale di debutto del gruppo sudcoreano BTS, pubblicato il 12 giugno 2013 come quarta traccia del primo singolo 2 Cool 4 Skool e utilizzato per la promozione del disco.
Una versione giapponese è uscita come singolo il 4 giugno 2014 sotto l'etichetta discografica Pony Canyon.

## Descrizione
No More Dream è un brano di genere hip hop con riferimenti al gangsta hip hop, è scritto in re maggiore e ha un tempo di 168 battiti per minuto. Il testo, che si rivolge agli adolescenti alle prese con la rigidità del sistema scolastico sudcoreano e la mancanza di prospettive future, ha carattere motivazionale e invita a seguire i propri sogni, piuttosto che cadere vittima delle aspettative della società, che vengono criticate e ridicolizzate con giochi di parole e sarcasmo. La parte rappata da J-Hope esorta alla ribellione "contro la società infernale", evocando il soprannome "Hell Joseon" (헬조선?, Hel JoseonLR; lett. "Joseon infernale") utilizzato per descrivere lo stato sociale della Corea del Sud. Inizialmente il pezzo parlava del rispetto per i gusti individuali di ciascuno, ma il produttore dei BTS, Bang Si-hyuk, ha ritenuto che non li rispecchiasse, perciò Rap Monster e Suga l'hanno rielaborato più di venti volte prima di arrivare alla versione finale. Il titolo originale, poi modificato in No More Dream, era Destruction of the World (지구 멸망?, Jigu myeolmangLR).
La prima esibizione della canzone è avvenuta il 12 giugno 2013 all'Ilji Art Hall di Seul, dopodiché il gruppo ha proceduto a portarla sul palco di vari programmi musicali sudcoreani.

## Video musicale
Il video musicale, diretto da Hong Won-ki dell'azienda Zanybros, è stato girato il 18 maggio 2013 e caricato su YouTube l'11 giugno seguente. Mostra i membri dei BTS lasciare l'autobus della scuola per scendere in strada a divertirsi sugli skateboard, in una manifestazione di ribellione. Il 22 maggio 2021 ha superato i 200 milioni di visualizzazioni.
Una versione del video mostrante solo la coreografia è uscita il 16 giugno 2013.

## Accoglienza
May Siroky di Consequence ha scritto nel 2022 che No More Dream "li ha certamente distinti da altri gruppi K-pop dell'epoca. Questo è il settetto nella sua forma più cruda e meno rifinita in assoluto."
Rolling Stone India l'ha scelta come settima canzone migliore dei BTS per una top 100 compilata a novembre 2020. Il 18 marzo 2022, Rolling Stone l'ha inserita in posizione 44 nella lista delle 100 canzoni migliori del gruppo, scrivendo che "è stato il primo vero assaggio che il mondo ha avuto delle particolari abilità del giovane settetto – coreografie e voci che colpiscono con una precisione vertiginosa, testi che hanno sollevato i bambini senza speranze, e un'esilarante dinamica di gruppo".

## Singolo giapponese
La versione giapponese di No More Dream è stata pubblicata in formato singolo il 4 giugno 2014 e commercializzata in tre versioni: regolare, limitata A e limitata B. Mentre tutte le edizioni contengono un CD con le versioni in giapponese di No More Dream e Attack on Bangtan, solo la versione regolare ha una terza traccia, la traduzione giapponese di I Like It. L'edizione limitata A è accompagnata, invece, da un DVD con inclusi dei contenuti di backstage, e l'edizione limitata B da del merchandising. Appena uscito, il singolo è entrato in sesta posizione nella classifica giornaliera Oricon, salendo gradualmente fino alla terza il 7 giugno e posizionandosi ottavo nella classifica settimanale. Nel luglio 2019 aveva venduto 39 000 copie in Giappone.

### Tracce
1. No More Dream (versione giapponese) – 3:42 (Pdogg, Hitman Bang, Rap Monster, Suga, J-Hope, Supreme Boi, Jeon Jung-kook, KM-Markit)
2. Attack on Bangtan (進撃の防弾 (Shingeki no bōdan?)) – 4:07 (Pdogg, Rap Monster, Suga, J-Hope, KM-Markit)
3. I Like It! (いいね! (Ī ne!?)) – 3:51 (Slow Rabbit, Rap Monster, Suga, J-Hope, KM-Markit)

## Formazione
Crediti tratti dalle note di copertina di 2 Cool 4 Skool.
Gruppo
- Jin – voce
- Suga – rap, scrittura
- J-Hope – rap, scrittura
- Rap Monster – rap, scrittura
- Park Ji-min – voce
- V – voce
- Jeon Jung-kook – voce, rap, scrittura, ritornello

Produzione
- "Hitman" Bang – scrittura
- Pdogg – produzione, scrittura, registrazione, tastiera, sintetizzatore, direzione voci e rap, ritornello
- Supreme Boi – scrittura, ritornello
- James F. Reynolds – missaggio

## Classifiche
Versione coreana
| Classifica (2013) | Posizione massima |
| ----------------- | ----------------- |
| Corea del Sud     | 124               |

Singolo giapponese
| Classifica (2014) | Posizione massima |
| ----------------- | ----------------- |
| Giappone          | 8                 |